# جوليوس أووينو
جوليوس أووينو (بالإنجليزية: Julius Owino)‏ (مواليد 5 فبراير 1976 في كينيا) لاعب كرة قدم كيني دولي يجيد اللعب في خط الدفاع . يلعب حاليا لصالح نادي غور ماهيا الكيني منذ 2009 .

## روابط خارجية
- جوليوس أووينو على موقع الاتحاد الدولي (مؤرشف)  (الإنجليزية)
- جوليوس أووينو على موقع قاعدة بيانات كرة القدم.إي يو (الإنجليزية)
- جوليوس أووينو على موقع ناشيونال فوتبول تيمز (الإنجليزية)